# Wolke Janssens
Wolke Janssens, né le 11 janvier 1995 à Peer en Belgique, est footballeur belge qui joue au poste de défenseur au Saint-Trond VV.

## Biographie

### En club
Wolke Janssens passe des jeunes du KRC Genk à l'équipe première du KFC Dessel Sport, alors en deuxième division, en 2014. C'est également avec ce club qu'il fait ses débuts professionnels. Après deux saisons à Dessel, Janssens est transféré au Saint-Trond VV, club de première division. Il fait ses débuts en Jupiler Pro League contre le Standard de Liège le 6 août 2016. Il remplace Djené Dakonam à la 80e. Le STVV s'incline deux buts à zéro. Lors de sa première saison à Saint-Trond, il est la plupart du temps remplaçant. En 2017, le contrat de Janssens est prolongé jusqu'en 2020. Cependant, en vue d'avoir plus d'opportunités de jeu, il est prêté au Lierse SK, club de deuxième division, jusqu'à la fin de la saison.
Après son prêt au Lierse, Janssens retourne au STVV, où il bénéficie de très peu d'opportunités de jeu lors de la saison 2018-2019. Lors de la saison 2019-2020, il parvient à être titulaire sous la houlette de l'entraîneur Marc Brys. En conséquence, son contrat au STVV est prolongé jusqu'en juin 2022. À la fin de la saison 2019-2020, Janssens est élu joueur le plus méritant de la saison par les supporters du STVV.
À la mi-juillet 2023, Janssens, dont le contrat était arrivé à échéance à la fin de la saison, s'engage à nouveau avec les Canaris.

## Statistiques

### En club
| Saison                | Club                  | Championnat           | Championnat | Championnat | Championnat | Coupe(s) nationale(s) | Coupe(s) nationale(s) | Coupe(s) nationale(s) | Autres compétitions | Autres compétitions | Autres compétitions | Autres compétitions | Total | Total | Total |
| Saison                | Club                  | Division              | M.          | B.          | P.d.        | M.                    | B.                    | P.d.                  | Comp.               | M.                  | B.                  | P.d.                | M.    | B.    | P.d.  |
| 2014-2015             | KFC Dessel Sport      | Division 2            | 31          | 4           | 0           | 3                     | 4                     | 0                     | -                   | -                   | -                   | -                   | 34    | 8     | 0     |
| 2015-2016             | KFC Dessel Sport      | Division 2            | 28          | 6           | 1           | 3                     | 1                     | 0                     | -                   | -                   | -                   | -                   | 31    | 7     | 1     |
| Sous-total            | Sous-total            | Sous-total            | 59          | 10          | 1           | 6                     | 5                     | 0                     | -                   | -                   | -                   | -                   | 65    | 15    | 1     |
| 2017-2018             | Lierse SK             | Division 1B           | 14          | 0           | 1           | 2                     | 0                     | 0                     | PO2                 | 4                   | 1                   | 0                   | 20    | 1     | 1     |
| 2016-2017             | Saint-Trond VV        | Division 1A           | 16          | 2           | 1           | 1                     | 0                     | 0                     | PO2+BE              | 7+0                 | 0+0                 | 1+0                 | 24    | 2     | 2     |
| 2018-2019             | Saint-Trond VV        | Division 1A           | 5           | 0           | 0           | -                     | -                     | -                     | PO2                 | 3                   | 1                   | 1                   | 8     | 1     | 1     |
| 2019-2020             | Saint-Trond VV        | Division 1A           | 18          | 0           | 1           | 2                     | 0                     | 0                     | -                   | -                   | -                   | -                   | 20    | 0     | 1     |
| 2020-2021             | Saint-Trond VV        | Division 1A           | 9           | 0           | 0           | 1                     | 0                     | 0                     | -                   | -                   | -                   | -                   | 10    | 0     | 0     |
| 2021-2022             | Saint-Trond VV        | Division 1A           | 11          | 0           | 1           | 1                     | 0                     | 0                     | -                   | -                   | -                   | -                   | 12    | 0     | 1     |
| 2022-2023             | Saint-Trond VV        | Division 1A           | 31          | 0           | 0           | 2                     | 0                     | 0                     | -                   | -                   | -                   | -                   | 33    | 0     | 0     |
| 2023-2024             | Saint-Trond VV        | Division 1A           | 15          | 0           | 0           | 2                     | 0                     | 0                     | PO2                 | 6                   | 0                   | 0                   | 23    | 0     | 0     |
| 2024-2025             | Saint-Trond VV        | Division 1A           | 14          | 0           | 0           | 2                     | 0                     | 0                     | PO3                 | 3                   | 0                   | 0                   | 19    | 0     | 0     |
| 2025-2026             | Saint-Trond VV        | Division 1A           | 0           | 0           | 0           | -                     | -                     | -                     | -                   | -                   | -                   | -                   | 0     | 0     | 0     |
| Sous-total            | Sous-total            | Sous-total            | 119         | 2           | 3           | 11                    | 0                     | 0                     | -                   | 19                  | 1                   | 2                   | 149   | 3     | 5     |
| Total sur la carrière | Total sur la carrière | Total sur la carrière | 192         | 12          | 5           | 19                    | 5                     | 0                     | -                   | 23                  | 2                   | 2                   | 234   | 19    | 7     |

## Vie privée
Il est le frère de l'internationale belge Aster Janssens (nl).